# Перру, Пэт
Па́трик (Пэт) Перру́ (англ. Patrick «Pat» Perroud; род. 31 декабря 1962, Тандер-Бей, Онтарио) — канадский кёрлингист, дважды чемпион мира.
Играл на позиции первого и второго.
Один из немногих кёрлингистов, становившихся чемпионами мира в составе команд под руководством разных скипов (в 1985 скипом его команды был Эл Хакнер, в 1990 — Эд Вереник).
В 1999 году введён в Зал славы канадского кёрлинга.

## Достижения
- Чемпионат мира по кёрлингу среди мужчин: золото (1985, 1990).
- Чемпионат Канады по кёрлингу среди мужчин: золото (1985, 1990).
- Канадский олимпийский отбор по кёрлингу: бронза (1997).

## Команды
| Сезон   | Четвёртый  | Третий      | Второй    | Первый       | Запасной          | Турниры           |
| ------- | ---------- | ----------- | --------- | ------------ | ----------------- | ----------------- |
| 1984—85 | Эл Хакнер  | Рик Лэнг    | Иэн Тетли | Пэт Перру    | Брюс Кеннеди (ЧК) | ЧК 1985 · ЧМ 1985 |
| 1989—90 | Эд Вереник | Джон Кавайя | Иэн Тетли | Пэт Перру    | Нил Харрисон      | ЧК 1990 · ЧМ 1990 |
| 1993—94 | Эд Вереник | Джон Кавайя | Пэт Перру | Нил Харрисон |                   |                   |
| 1994—95 | Эд Вереник | Джон Кавайя | Пэт Перру | Нил Харрисон | Ричард Харт       | ЧК 1995 (4 место) |
| 1996—97 | Эд Вереник | Джон Кавайя | Пэт Перру | Нил Харрисон | Peter Steski      | ЧК 1997 (4 место) |
| 1997—98 | Эд Вереник | Джон Кавайя | Пэт Перру | Нил Харрисон | Вик Петерс        | КООК 1997         |

(скипы выделены полужирным шрифтом)

## Частная жизнь
Женат, жена Джейн Хупер-Перру — тоже кёрлингистка, в составе команды Мэрилин Бодо становилась чемпионкой Канады 1996 и чемпионкой мира 1996.